# 元木哲三
元木 哲三（もとき てつぞう、1971年6月14日 - ）は、日本のライター、作家、ラジオパーソナリティである。
株式会社チカラ代表取締役。株式会社チカラ所属。西南学院大学商学部 卒業。CROSS FMにてラジオ出演。YouTube 「センキョタイムズ」MC。「センキョタイムズWEB」編集長。

## 略歴
福岡県福岡市生まれ。福岡大学付属大濠高校、在学中にバンド『Africa』を結成、バンド稼働を始める。西南学院大学卒業。
1998年、Jerry Goose (ジェリーグース)を結成。2000年5月24日『No.18』でソニーミュージックレコーズよりメジャーデビュー、作詞作曲とギターボーカルを担当。翌2001年解散。
雑誌記者を経て、東京でフリーランスライターとして活動。
2004年から4年間、中国・上海を拠点に執筆活動を続ける。
2008年1月に帰国し、福岡県福岡市にて株式会社チカラを設立。
2010年4月〜2014年3月まで、CROSS FM「morning gate」（every Monday−Friday）のラジオパーソナリティを担当した。
2014年から毎週土曜19時〜CROSS FM「Books&Music哲三堂」のラジオパーソナリティを務めた。2017年9月30日終了。これに伴い、7年半ナビゲーターを務めたCROSS FMを卒業した。
2022年からYouTubeチャンネル「センキョタイムズ」のMCを務める。https://www.youtube.com/@senxotimes
2025年から株式会社選挙テックラボ運営のセンキョタイムズWEB編集長となる。https://www.senxotimes.com/

## 趣味
- 妖怪鑑賞